# Żarnowiec (województwo podkarpackie)
Żarnowiec – wieś w Polsce nad rzeką Jasiołką położona w województwie podkarpackim, w powiecie krośnieńskim, w gminie Jedlicze.

## Części wsi
| SIMC    | Nazwa    | Rodzaj    |
| ------- | -------- | --------- |
| 0353862 | Dół      | część wsi |
| 0353879 | Stawiska | część wsi |
| 0353885 | Górka    | część wsi |

## Historia

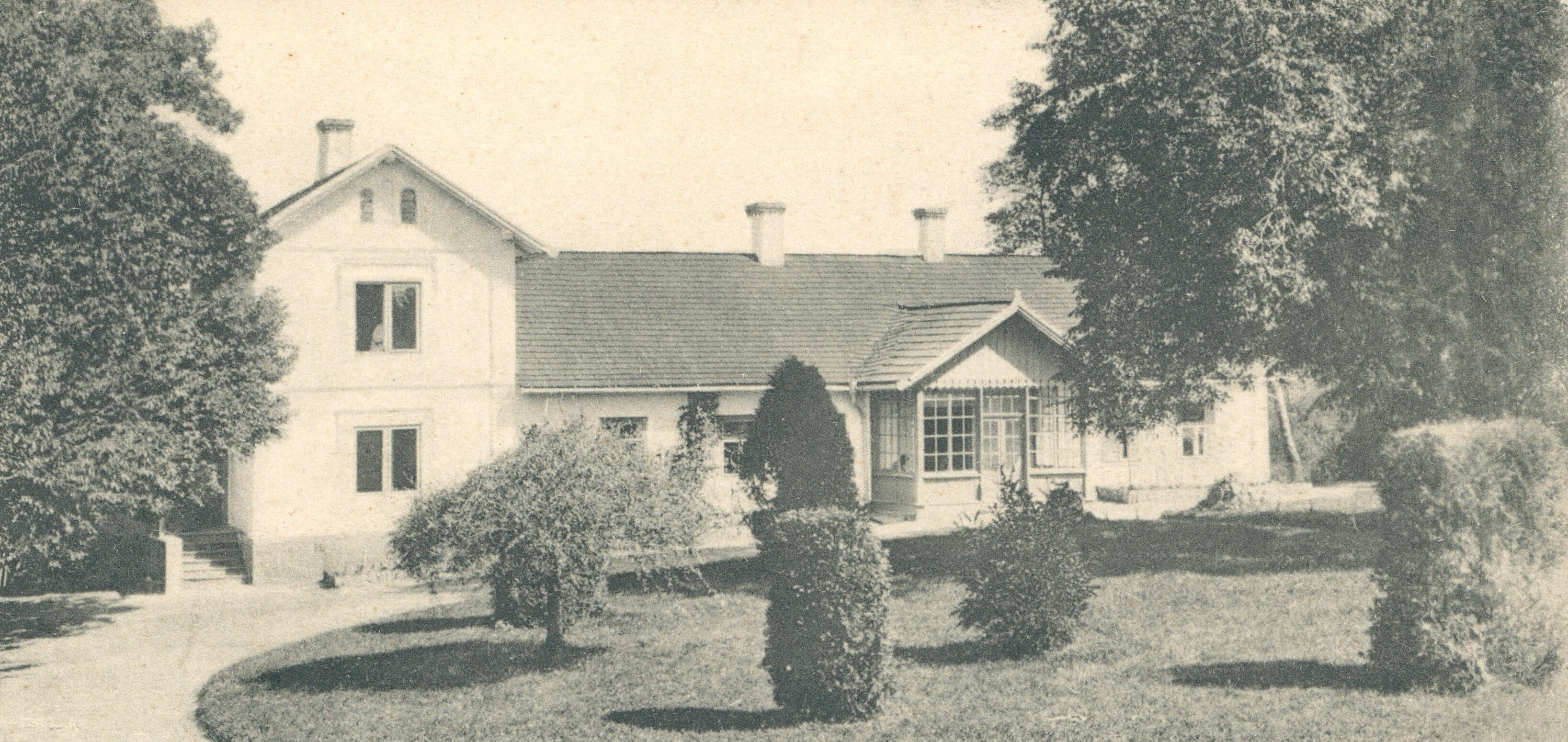
Dworek Marii Konopnickiej, przed 1904

Żarnowiec wymieniany jest w dokumentach z 1340 r. gdy stanowił parafię. Do dziś istnieje część gruntów rolnych w Żarnowcu, zwana „Księży Łan”, co wskazuje iż ten teren przynależał do żarnowieckiej parafii. Na wzgórzu w obszarze tej ziemi okoliczni gospodarze, podczas uprawy pół, znajdowali ociosane głazy skalne, które zapewne stanowiły budulec wykorzystany do budowy w tamtym czasie, nieistniejącego już kościoła parafialnego z XIV w. Kościół ten został zniszczony zapewne podczas jednego z licznych najazdów wojsk obcych, które nawiedzały Żarnowiec. W tych czasach była to wieś ludna i dobrze zagospodarowana jako osada rycerska. Pierwszymi dziedzicami w XIV i XV wieku byli Stefan Płaz, Pakosz, Szymek, Piotr, Wojciech, Mikołaj. Zapewne wszyscy tego samego rodu Płazów.
W 1435 r. Piotr z Żarnowca otrzymał miejscowość Długie na własność i następnie odstąpił część miejscowości z czterema gospodarstwami kmiecymi Mikołajowi Krasnopolskiemu Z dokumentów, pochodzących z 1388 roku wiadomo, że stanowiła własność dziedzica Żarnowca Piotra Płazy, tak jak i Chlebna.
W XV i XVI wieku jakieś części Żarnowca posiadał Michał Uchacz, Janusz z Żarnowca, Mikołaj Mleczko z Jedlicza, Stanisław, a później w dzierżawie jego syn Jerzy Żarnowiecki. W 1492 r. - właścicielem Polanki został Mikołaj z Żarnowca (wieś odziedziczył po swoim ojcu Stanisławie). 
W 1496 r.- synowie Stanisława, dokonali podziału dóbr i Mikołaj Żarnowiecki zatrzymał; Żarnowiec, Polankę i Turaszówkę, które zaraz zastawił bratu Jerzemu za 300 florenów węgierskich, i jako jej dziedzic figuruje do roku 1536. W 1536 - Żarnowiec i Polankę wymienia się jako wieś szlachecką w parafii Jedlicze, własność Mikołaja Żarnowieckiego.
Żarnowiec należał do rodów o tradycjach rycerskich do; Żarnowieckich (Mikołaja Żarnowieckiego), a u schyłku XVI stulecia Chrząstowskich (Andrzeja Chrząstowskiego), Rogoyskich (do Andrzeja Rogoyskiego), Mierów, Biechońskich (do Jadwigi Biechońskiej z domu Czeczel).
W Żarnowcu urodzony Jędrzej Rogoyski (1815–1862), autor pamiętnika ("Pamiętniki moje" o życiu szlachty podkarpackiej w połowie XIX w.), zapisał Żarnowiec jako wiano córce Ludmile Rogoyskiej - Mier, żonie hrabiego kpt. Tytusa Miera (1810-1850), h. Mier - oficera austriackiego, który miał córkę Henrykę.
Kolejnymi właścicielami majątku żarnowieckiego byli Biechońscy, którzy nabyli majątek od Mierów. Była to rodzina patriotyczna. Nabywca majątku w Żarnowcu Stanisław Biechoński był weteranem powstania styczniowego 1863 roku. Od czasu zamieszkania Biechońskich dworek żarnowiecki często odwiedzany był przez byłych powstańców, działaczy społecznych i politycznych, a także ludzi literatury. Dworek w Żarnowcu, po mężu posiadała z parkiem Jadwiga Biechońska z Czeczelów, (córka Jakuba Czeczeli h. Jelita - powstańca styczniowego zabitego przez chłopów w 1863 r.).
Dworek ten z XVIII-XIX w. i XIX-wieczny park nad rzeką, wykupiono w 1903 r. od Jadwigi z Czeczelów Biechońskiej i jako dar społeczeństwa przekazano Marii Konopnickiej. Poetka przyjechała do Żarnowca wraz z przyjaciółką, malarką Marią Dulębianką.
W dworku przebywali; Henryk Sienkiewicz, Stanisław Wyspiański, Włodzimierz Tetmajer i Lucjan Rydel. Poetka mieszkała tu z przerwami przez 7 lat, do 1910 r., kiedy to nie powróciła ze swej ostatniej podróży do Lwowa, gdzie zmarła.
W czasie okupacji mieściła się tu komenda obwodu krośnieńskiego ZWZ AK.
Do 1956 r. dworek pozostawał w posiadaniu rodziny Konopnickiej. W tymże roku córka poetki Zofia Mickiewiczowa przekazała dworek państwu. W dworku od 15 września 1960 r. mieści się Muzeum Marii Konopnickiej. W jego zbiorach można znaleźć liczne pamiątki po poetce, m.in. pierwodruki oraz reedycje jej dzieł. We wnętrzach można obejrzeć także meble i wyposażenie wnętrz - z czasów życia pisarki.
Żarnowiec podobnie jak okoliczne miejscowości nawiedzały epidemie morowego powietrza, klęski żywiołowe, szczególnie wylewy Jasiołki. Nade wszystko niszczyły go jednak najazdy wojsk obcych: tatarskich w 1624 r., szwedzkich w 1655 r., węgierskich w 1657 r., rosyjskich w 1769 r., austriackich w 1772 r. oraz niemieckich w czasie okupacji w latach 1939-1944.
W latach 1975–1998 miejscowość należała administracyjnie do województwa krośnieńskiego.

## Zabytki
Zabytki według rejestru zabytków Narodowego Instytutu Dziedzictwa:
- Szkoła Ludowa z 1886 roku
- Zespół dworku Marii Konopnickiej z 1901 roku
- Chałupy nr 130, 131, 132 z XIX/XX wieku

We wsi znajduje się:
- Kościół (nowy)
- Szkoła fundacji Polonii Amerykańskiej
- Dom Ludowy